# Citrat de sodiu
Citrat de sodiu sau trisodic este un compus anorganic cu formula chimică Na3C6H5O7. Este un aditiv alimentar, utilizat ca antioxidant, corector de aciditate, aromatizant sau conservant. Are numărul E E331.